# César de Bourbon, hertig de Vendôme
César de Bourbon, Légitimé de France, hertig de Vendôme, född 1594, död 1665, var en fransk adelsman. Han var son till kung Henrik IV av Frankrike och Gabrielle d'Estrées. 
Han blev legitimerad och fick status som Légitimé de France och titeln hertig de Vendôme. 
Han gjorde militär och diplomatisk karriär, men är främst känd för de många politiska intriger han var inblandad i under sin halvbror Ludvig XIII:s regeringstid.